# برايان هويل
برايان هويل (25 أغسطس 1963 في المملكة المتحدة - )  (بالإنجليزية: Brian Hoyle)‏ هو لاعب كريكت بريطاني. لعب مع Herefordshire County Cricket Club ‏ وSomerset Cricket Board ‏.